# Ovulidae
Ovulidae is een familie van weekdieren uit de klasse van de Gastropoda (slakken).

## Taxonomie
De volgende taxa zijn bij de familie ingedeeld:
- Geslacht Cypraeogemmula Vredenburg, 1920 †
- Geslacht Habruprionovolva Azuma, 1970
- Geslacht Projenneria Dolin, 1997 †
- Onderfamilie Aclyvolvinae Fehse, 2007
- Onderfamilie Eocypraeinae Schilder, 1924
- Onderfamilie Ovulinae J. Fleming, 1828
- Onderfamilie Pediculariinae Gray, 1853
- Onderfamilie Simniinae F. A. Schilder, 1925
- Onderfamilie Sulcocypraeinae Schilder, 1932

### Synoniemen
- Calpurna => Calpurnus Montfort, 1810
- Jenneriinae Thiele, 1929 => Cypraediini Schilder, 1927
- Prionovolvinae Fehse, 2007 => Eocypraeinae Schilder, 1924
- Turbovula C. N. Cate, 1973 => Phenacovolva Iredale, 1930